# 大矢英俊
大矢 英俊（おおや ひでとし、1988年8月10日 - ）は三重県松阪市出身の卓球選手。青森山田中学校、青森山田高等学校、青森大学卒業。
2019年度から株式会社ファースト所属となる。Tリーグは岡山リベッツ、琉球アスティーダに所属歴あり。前陣でのカウンターが武器で、ロング系のサービスを多用する。世界卓球選手権男子団体銅メダリスト。東アジアホープスでは団体初代金メダルに貢献。
日産自動車への就職が決まっていたが、日産の卓球部が休部したことに伴い、東京アート所属となり、2019年度から株式会社ファースト所属となる。

## 戦歴
2001年　
- 全国中学校卓球大会 男子シングルス ベスト16、男子団体 優勝
- 全日本卓球選手権大会 カデットの部 13歳以下男子シングルス 優勝

2002年　
- 全国中学校卓球大会 男子シングルス2位（優勝は高木和卓）、男子団体 優勝

2003年　
- 全国中学校卓球大会 男子シングルス 優勝、男子団体 優勝

2004年　
- インターハイ 男子シングルス ベスト16、男子ダブルス ベスト32、男子団体 準優勝

2005年　
- 平成16年度全日本卓球選手権大会 男子シングルス ベスト16、男子ダブルス 1回戦敗退（坪口道和ペア）、ジュニアの部 3位
- インターハイ 男子シングルス ベスト16、男子ダブルス 2位、男子団体 優勝
- 世界ジュニア選手権 男子ダブルス ベスト8、男子団体 優勝

2006年　
- 平成17年度全日本卓球選手権大会 男子シングルス ベスト16、男子ダブルス 3位（松平賢二ペア）
- アジアジュニア選手権 男子ダブルス 優勝
- インターハイ 男子シングルス 2位、男子ダブルス ベスト8、男子団体 優勝
- 世界ジュニア選手権 男子シングルス3位、男子ダブルス 3位、混合ダブルス ベスト8

2007年
- 平成18年度全日本卓球選手権大会 男子シングルス 3位、男子ダブルス ベスト16（松平賢二ペア）

2008年
- 平成19年度全日本卓球選手権大会 男子シングルス 3位、男子ダブルス ベスト32（松平賢二ペア）
- 世界卓球選手権（広州大会）男子団体 3位
- 第5回全日本学生選抜卓球選手権大会 男子シングルス 優勝

2011年
- 第20回日本卓球リーグ・ビッグトーナメント 男子シングルス 準優勝
- 第45回全日本社会人卓球選手権 男子ダブルス 優勝（高木和卓ペア）

2012年
- 平成23年度全日本卓球選手権大会 混合ダブルス 準優勝（森薗美咲ペア）
- 第17回ジャパントップ12卓球大会 男子シングルス 準優勝

2013年
- 第47回全日本社会人卓球選手権 男子ダブルス 優勝（水野裕哉ペア）
- 第18回ジャパントップ12卓球大会 男子シングルス 準優勝

2019年
- 第53回全日本社会人卓球選手権 男子シングルス 優勝